# 霍特豪斯鎮區 (北卡羅萊納州切羅基縣)
霍特豪斯鎮區（英語：Hothouse Township）是位於美國北卡羅萊納州切羅基縣的一個鎮區。

## 地方資料
霍特豪斯鎮區的面積為75.10平方千米，皆為陸地。根據2020年美國人口普查的數據，當地共有人口1770人，而人口密度為每平方千米23.57人。